# Vințu de Jos
Vințu de Jos là một xã thuộc hạt Alba, România. Dân số thời điểm năm 2002 là 5338 người.